# Meauzac
Meauzac is een gemeente in het Franse departement Tarn-et-Garonne (regio Occitanie) en telt 890 inwoners (1999). De plaats maakt deel uit van het arrondissement Castelsarrasin.

## Geografie
De oppervlakte van Meauzac bedraagt 11,8 km², de bevolkingsdichtheid is 75,4 inwoners per km².
De onderstaande kaart toont de ligging van Meauzac met de belangrijkste infrastructuur en aangrenzende gemeenten.

## Demografie
Onderstaande figuur toont het verloop van het inwonertal (bron: INSEE-tellingen).